# 馮德爾公園
冯德尔公园（荷蘭語：Vondelpark，發音：[ˈvɔndəlˌpɑr(ə)k]）是位于荷兰首都阿姆斯特丹的城市公园。其修建于1865年，占地47公顷，从莱顿广场一直延伸到博物馆广场。其最初被命名为“新公园”（Nieuwe Park），后来为了纪念荷兰17世纪剧作家和诗人约斯特·范·登·冯德尔，改为现在的名字。公园每年接待游客一千万人次。公园里有露天剧场、操场以及一些餐饮业驻扎。

## 画廊

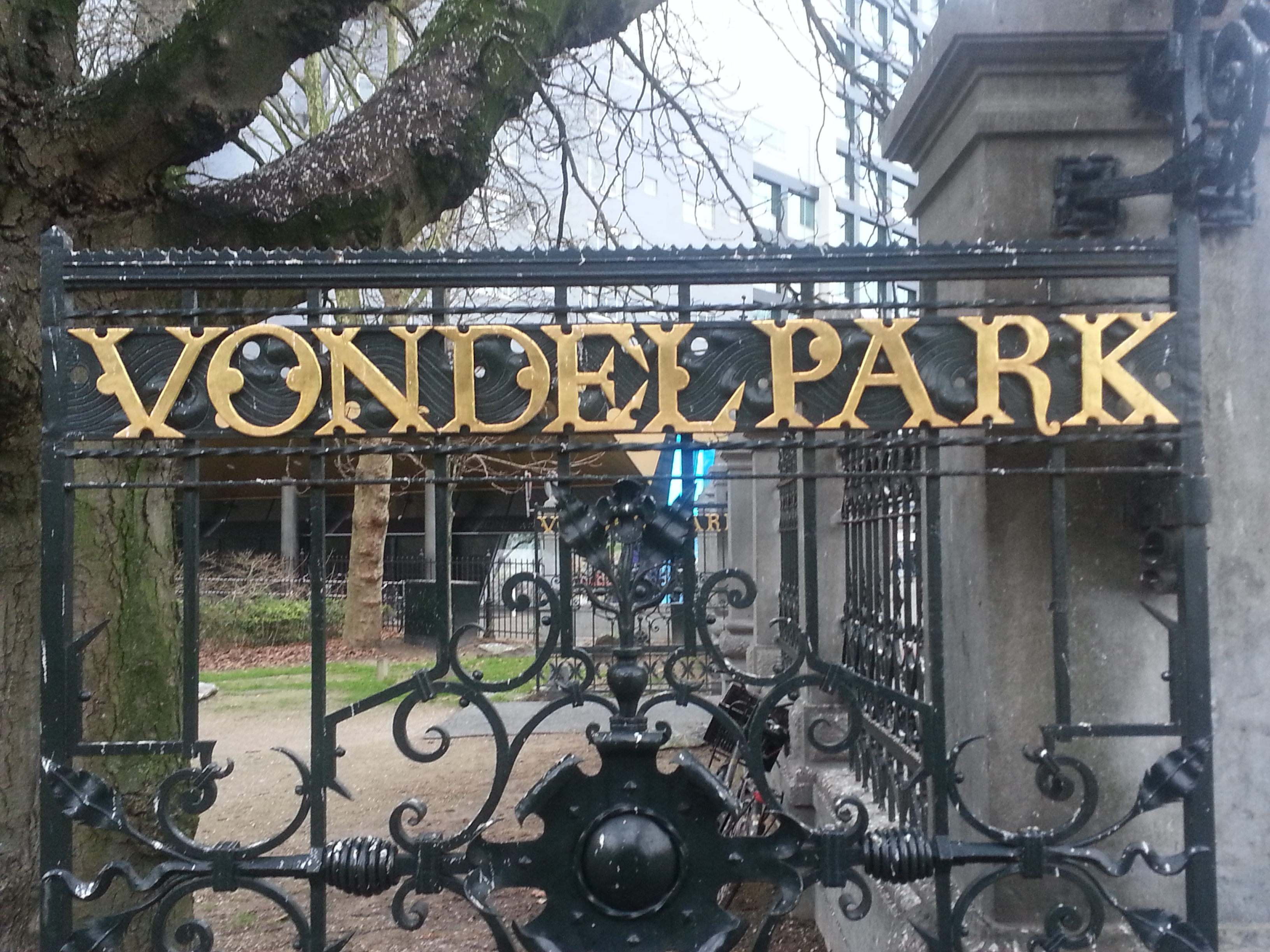
入口镌刻公园名字
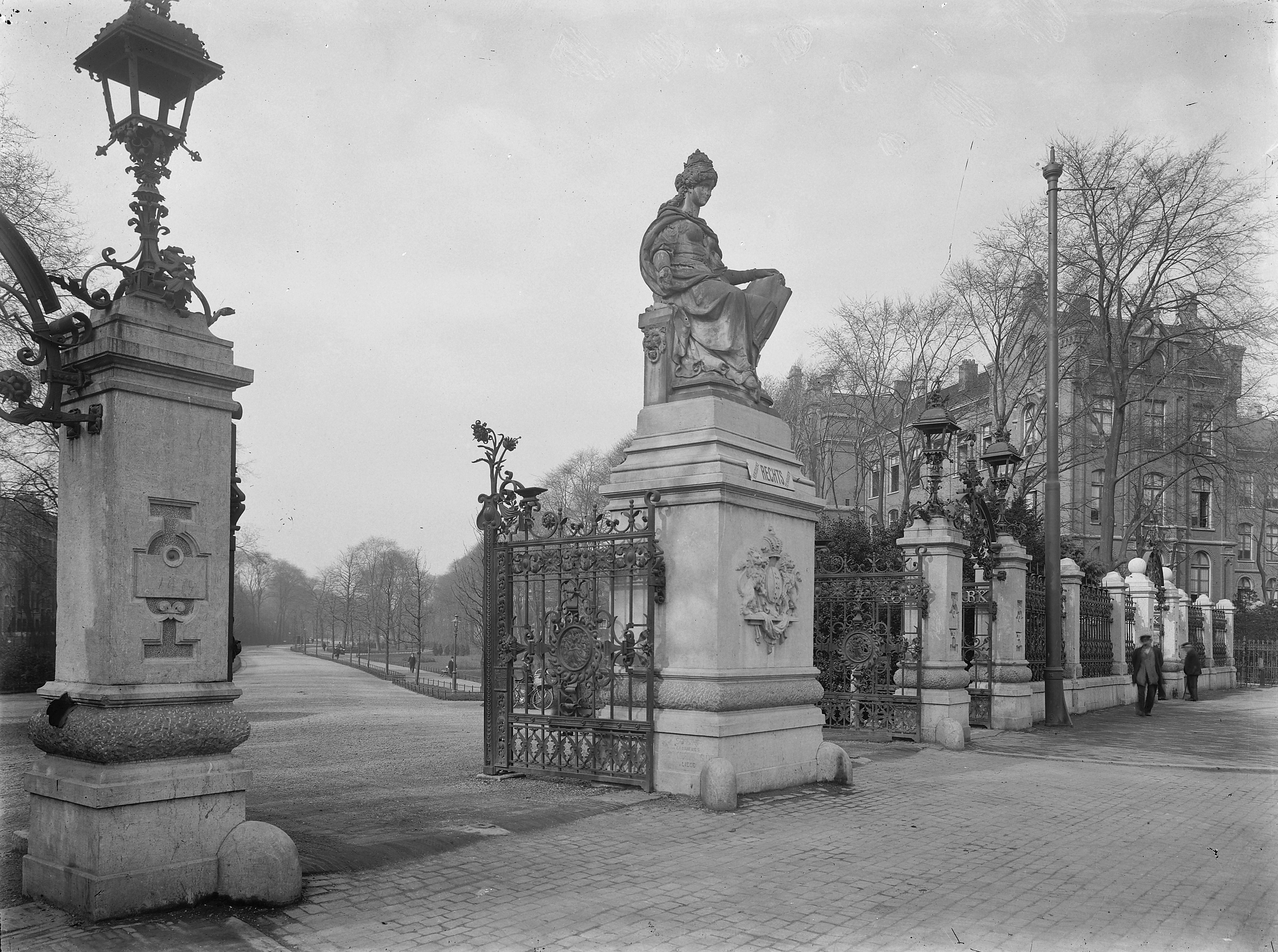
主要入口，1914年
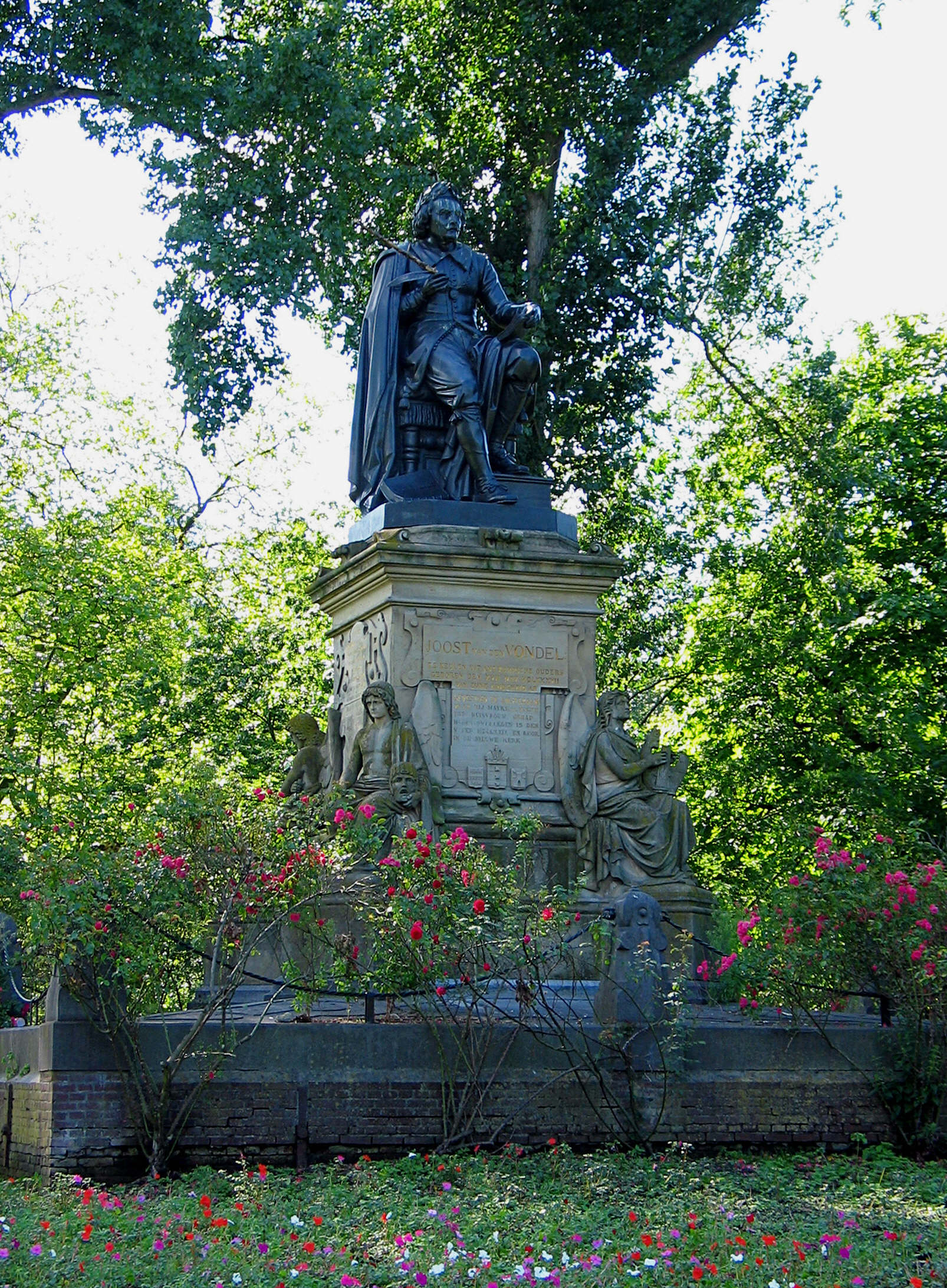
冯德尔的纪念雕像
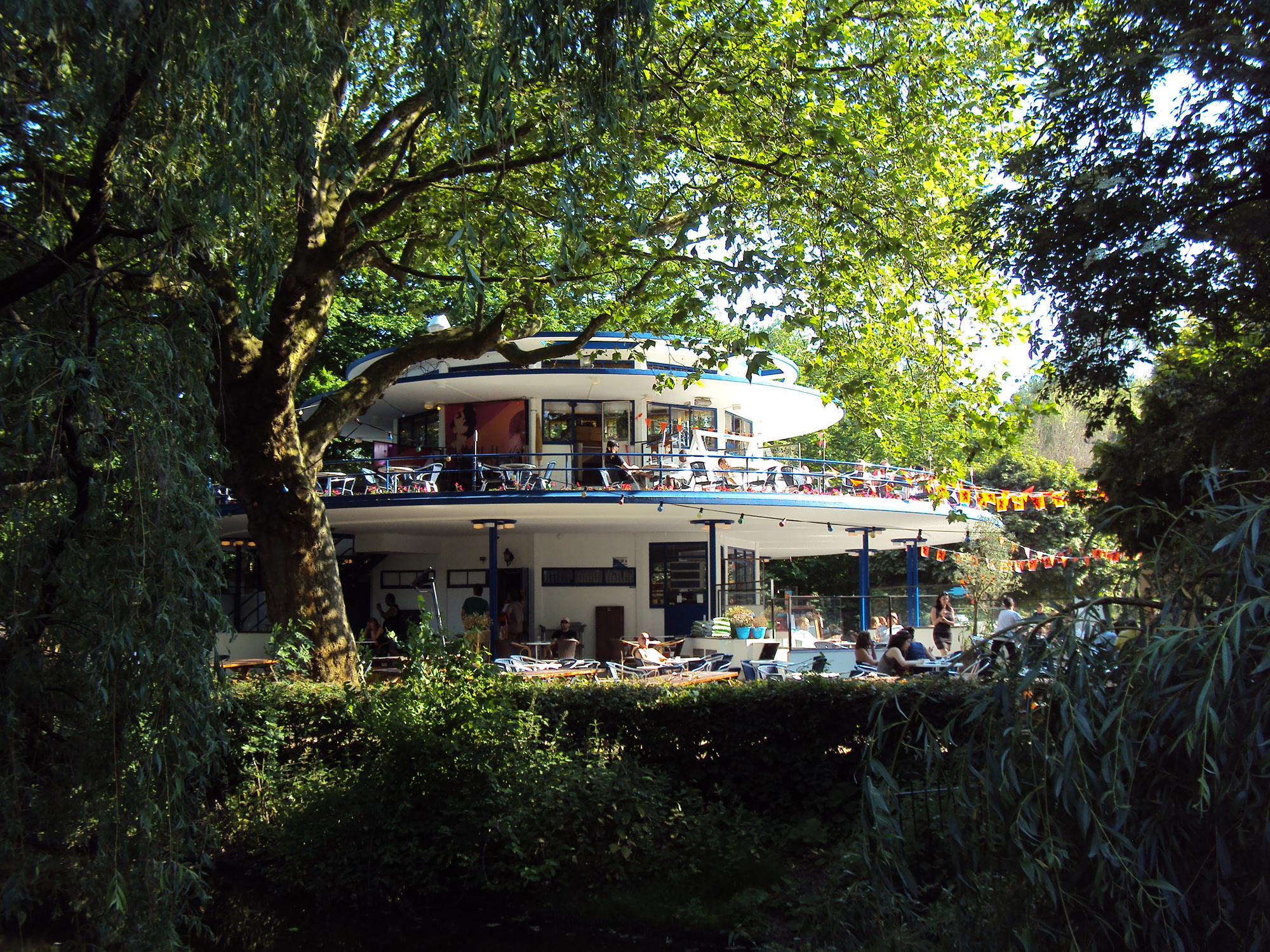
2010年的蓝色茶屋
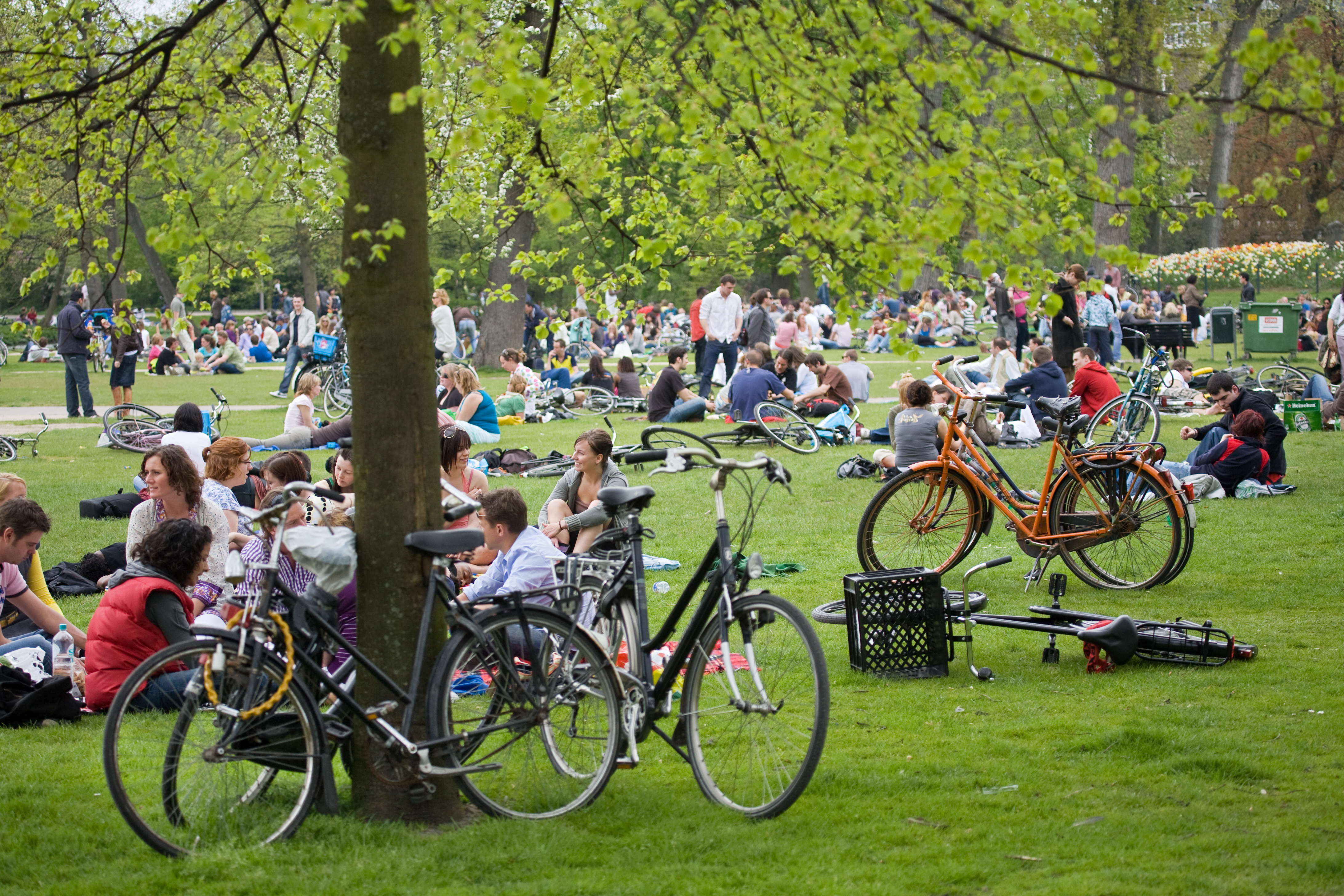
2008年9月的一个周日
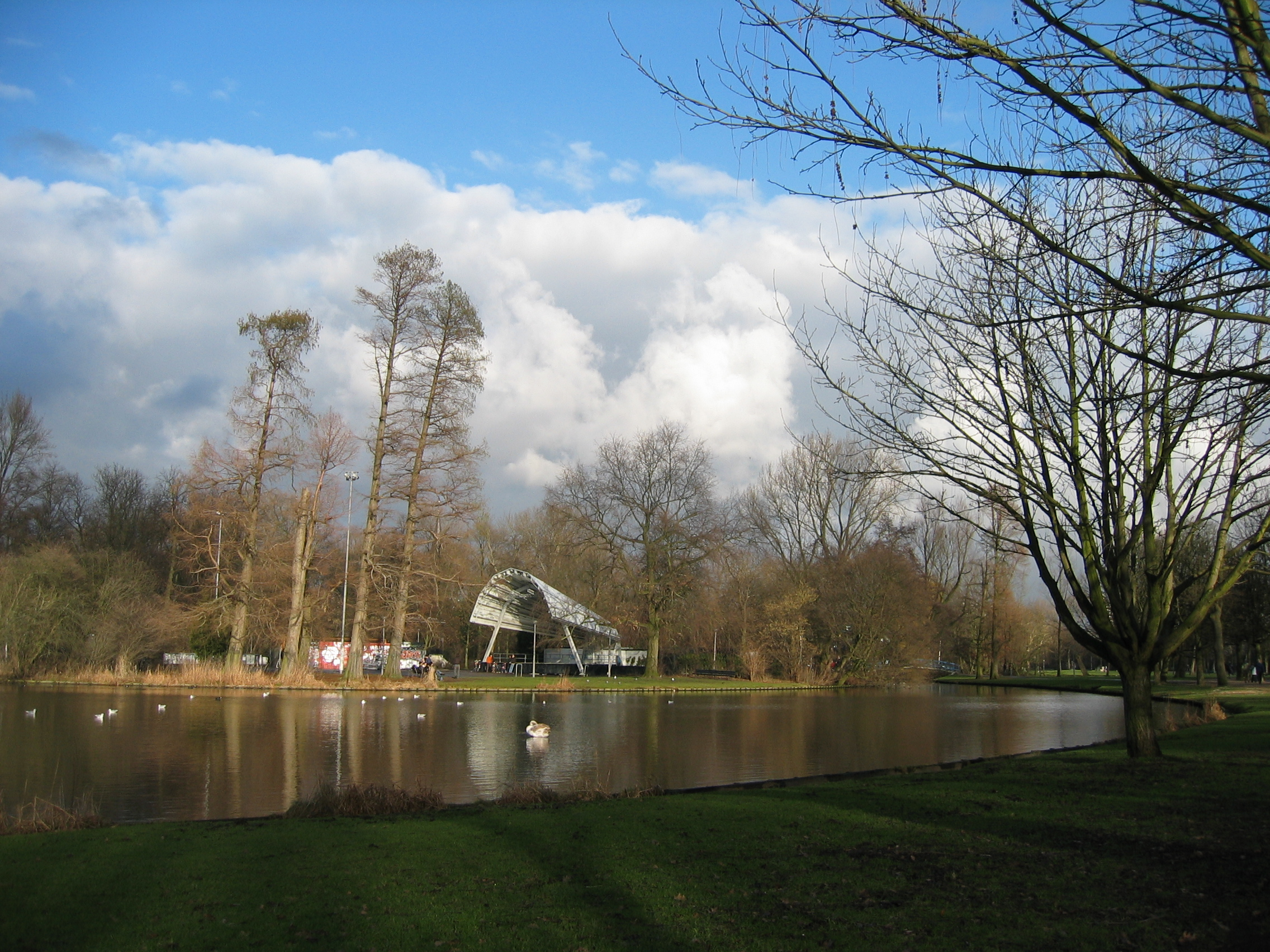
公园内的露天剧场
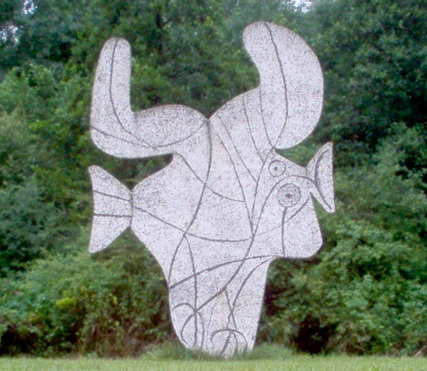
鱼 (1965), 巴勃罗·毕加索的雕像
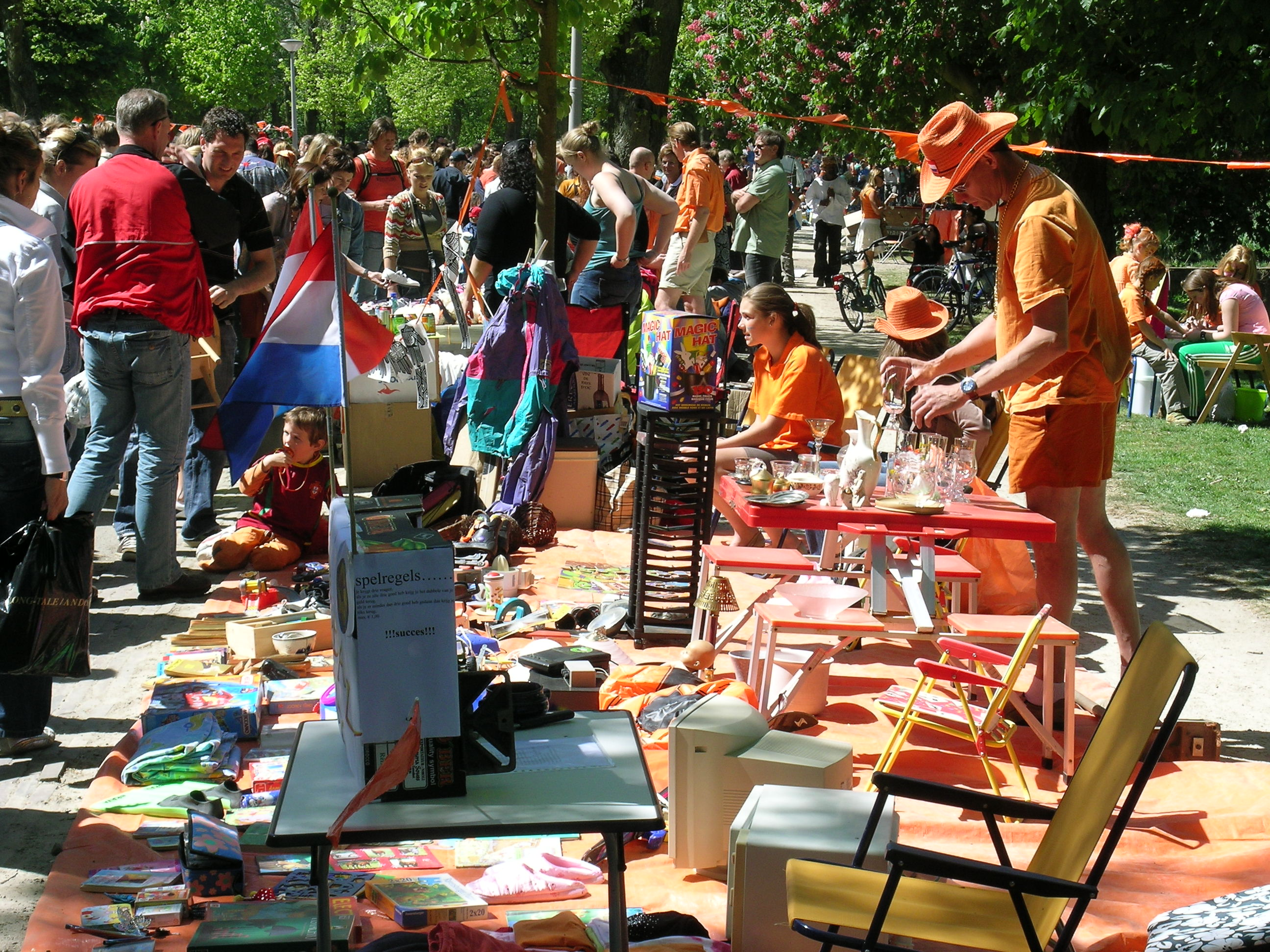
荷兰国王日当天的自由市场